# Deutscher Freidenkerbund
De Deutscher Freidenkerbund ("Duitse Vrijdenkersbond", DFB) was een vrijdenkersorganisatie die in 1881 werd opgericht door de materialistische filosoof en arts Ludwig Büchner om weerstand te bieden tegen de macht van de staatskerken in Duitsland. Het wilde een openbare ontmoetings- en discussieplek zijn voor Duitse materialistische en atheïstische denkers.
Tegen 1885 had de groep al 1000 leden. De DFB was de eerste van zijn soort in Duitsland en bestond vooral uit burgers, maar spoedig daarna volgden er andere die zich meer richtten op arbeiders. Tegen 1930 was de Bond gefuseerd met enkele andere groepen en had de inmiddels tot Deutscher Freidenker-Verband (DFV) hernoemde organisatie zo'n 500.000 leden. Het Verband werd voorjaar 1933 gesloten toen Hitler na zijn Machtergreifung alle atheïstische en vrijdenkende groepen in nazi-Duitsland verbood. De Freidenkerhalle, die fungeerde als het nationale hoofdkwartier van het Verband, werd in plaats daarvan veranderd in een adviesbureau dat het publiek raad gaf over kerkzaken.
Na de Tweede Wereldoorlog werd het Deutscher Freidenker-Verband in 1951 heropgericht.